# Роберт Бартон
Роберт Бартон (англ. Robert Burton 8 лютого 1577 — 25 січня 1640) — англійський священнослужитель, письменник, вчений, автор енциклопедичного твору «Анатомія меланхолії».

## Життєпис
Народився в Ліндлі (графство Лестершир), більшу частину життя провів в Оксфорді. Здобув освіту в Оксфордському університеті. Все життя працював бібліотекарем в Крайст-Черч — коледж університету. Крім того, він був вікарієм Церкви Св. Томаса (Оксфорд), а пізніше був ректором в Сігрейв, Лестершир .
1593 — після навчання в школах Саттон-Колдфілді та Нанітоні (графство Вілтшир), поступив в Брейзноз-коледж Оксфордського університету, в 1599 був обраний членом ради Крайст-Черч-коледжу. 1602 — Бартон отримав ступінь бакалавра мистецтв, в 1605 — магістра. 1616 — бакалавра богослов'я; працював в коледжі наставником та бібліотекарем. В Крайст-Черч вів життя вченого-самітника, присвятивши себе заняттям медициною, математикою, астрономією та географією. Першим чудовим витвором Бертона була комедія «псевдофілософію» (Philosophaster), написана на латині в 1606, поставлена одинадцятьма роками пізніше в Крайст-Черч.
Помер в своїй квартирі в Крайст-Черч-коледжі.

## Анатомія Меланхолії
«Анатомія Меланхолії» — magnum opus Бартона, який вперше був опублікований в 1621 році під псевдонімом Демокріт Молодший:
Бертона називали «англійським Монтенем». Його можна було б назвати «бароковим Монтенем». Пафос пізнання людини замінений у нього цікавістю до патології людини. Книга його складається з химерного скупчення найрізноманітнішого матеріалу про різних формах і проявах «меланхолії» в її старому розумінні — ненормального розлиття «чорної жовчі». Характерно для бароко його всеїдна цікавість, що не направляється ніяким пафосом, і увагу до ненормальним і болючим формам свідомості.— Д. Мирський
Спочатку Бартон ставив перед собою мету проаналізувати меланхолію, дослідити її причини та наслідки. Однак він кілька разів вносив в неї доповнення та виправлення, збільшивши в обсязі в кілька разів. В результаті книга охоплює набагато більше областей людського життя, включаючи науку, історію, політику та соціальні реформи.
В частину «Анатомії», присвяченій пристрасті, Бартон наводить уривок з твору Філострата: історію Ламіі, яка прийняла жіночий вигляд і спокусити юного філософа. Значно пізніше, в 1819 році, цей сюжет в переказі Бартона надихне англійського романтика Джона Кітса на написання поеми " Ламія ".